# Saprosites cheesmani
Saprosites cheesmani är en skalbaggsart som beskrevs av Renaud Maurice Adrien Paulian 1939. Saprosites cheesmani ingår i släktet Saprosites och familjen Aphodiidae. Inga underarter finns listade i Catalogue of Life.